# Дагет
Окръг Дагет (на английски: Daggett County) е окръг в щата Юта, Съединени американски щати. Площта му е 1873 km², а населението – 1059 души (2010). Административен център е град Манила.